# Polixtepec
Polixtepec es una comunidad perteneciente al estado mexicano de Guerrero, localizada en el municipio de Leonardo Bravo.

## Localización y demografía
Polixtepec se encuentra en la región Centro del estado de Guerrero, al oeste del territorio municipal y en las coordenadas 17°38′13″N 99°54′10″O / 17.63694, -99.90278 y a 2 089 metros sobre el nivel del mar. Se encuentra en una abrupta zona de la Sierra Madre del Sur, su distancia con la cabecera municipal, Chichihualco, es de 54 kilómetros; pero debido a las condiciones del terreno y los caminos vecinales, dicha distancia solo puede ser recorrida en aproximadamente 10 horas.
De acuerdo con el Censo de Población y Vivienda realizado en 2010 por el Instituto Nacional de Estadística y Geografía la población total de Polixtepec es de 409 habitantes, de los que 216 son hombres y 193 son mujeres.

## Actualidad
El 24 de noviembre de 2015 la comunidad sufrió el ataque de un grupo armado que tuvo como resultado el incendio de tres viviendas tras ser atacadas a granadas y la muerte de tres habitantes, hechos atraibuidos por el gobernador de Guerrero, Héctor Astudillo Flores, a la violencia de los grupos del narcotráfico.